# Muški kompleksi
Muški kompleksi är Marta Savićs tolfte album, utgiven år 2009 på K:CN Records.

## Låtlista
1. Kompleksi (Komplexa)
2. Put do sobe (Sökvägen till rummen)
3. Zaljubila se mala (Förälskade sig i en liten)
4. Svejedno mi je (Jag bryr mig inte)
5. Žena kad voli (En kvinna älskar dig)
6. Život novi (Nytt liv)
7. Dobre ribe (God fisk) (Duett med Jana)
8. Diskoteke (Diskotek)
9. Dala sam reč (Jag gav ordet)
10. Whiskey - Red Bull
11. Rastanak (Separation) (Duett med Mile Kitić)
12. Rođendan (Födelsedag)